# Nati nel 1938/Senza giorno specificato
| Questa pagina contiene informazioni ricavate automaticamente dalle voci biografiche con l'ausilio del template Bio e di un bot. L'aggiornamento è periodico e automatico e ricostruisce completamente la pagina. Se manca una persona in questa lista, sei pregato di non aggiungerla, ma accertati piuttosto che la sua voce biografica contenga il template Bio e che i dati anagrafici siano correttamente compilati. Se il template Bio manca, inseriscilo tu stesso o, in alternativa, metti l'avviso {{tmp\|Bio}} che ne segnala la mancanza. Se i dati riportati sono sbagliati, correggi direttamente la voce biografica; le modifiche saranno visibili in questa lista entro pochi giorni. Per chiarimenti vedi il progetto biografie. La lista contiene solo le 110 persone che sono citate nell'enciclopedia e per le quali è stato implementato correttamente il template Bio. Pagina aggiornata al 10 ago 2025. |

- David A. Aaker, economista statunitense
- Sidi Mohamed Ould Cheikh Abdallahi, politico mauritano († 2020)
- Abu Ali Mustafa, politico palestinese († 2001)
- Hugo Aisemberg, musicista, compositore e arrangiatore argentino
- La Chunga, artista spagnola († 2025)
- Alisa Antipina, ex cestista sovietica
- Dakula Arabani, ex nuotatore filippino
- Sante Arduini, artista, pittore e incisore italiano
- Pierre Bangoura, allenatore di calcio e calciatore guineano († 2016)
- Åsa Bengtsson, artista svedese
- Robert Berger, matematico statunitense
- Berhanu Bayeh, politico e militare etiope
- Bahram Beyzai, drammaturgo, regista e sceneggiatore iraniano
- Hugo Biagini, filosofo e storico argentino
- Ubaldo Biordi, politico sammarinese
- Giacomo Bologna, imprenditore e agricoltore italiano († 1990)
- Darío Botero, filosofo, scrittore e avvocato colombiano († 2010)
- Alan Bradley, scrittore canadese
- Peter Brooks, critico letterario statunitense
- Augusto Romano Burelli, architetto italiano
- Willibald Bösen, teologo e biblista tedesco
- Nikos Chalas, cestista greco († 2021)
- Giuseppe Chelo, cantante italiano († 2007)
- Emanuele D'Agostino, mafioso italiano
- Siegfried Danzke, ex cestista tedesco
- Diana Davies, fotografa, drammaturga e pittrice statunitense
- Francesco Deflorian, sciatore alpino e allenatore di sci alpino italiano († 2018)
- Carlo Delfrati, musicologo italiano
- Pierre Devillers, botanico francese
- Enzo Di Franco, pittore italiano
- Barry Downing, pastore protestante statunitense
- John Emsley, scrittore britannico
- Francesco Enna, scrittore e insegnante italiano († 2022)
- Beatrice Faccioli, ex modella italiana
- Joyce Farmer, fumettista statunitense
- Sergio Filippini, attore svizzero († 2014)
- Paolo Fossati, critico d'arte italiano († 1998)
- Timothy Gallwey, saggista statunitense
- Jo Garsò, cantante e attrice statunitense († 2018)
- Mimma Gaspari, paroliera e produttrice discografica italiana
- Paul Gemignani, direttore d'orchestra statunitense
- Paola Giovetti, scrittrice e giornalista italiana
- Laurence Graff, gioielliere britannico
- Tore Grahn, ex sciatore alpino svedese
- Rodolfo Grieco, compositore e arrangiatore italiano
- Tonči Gulin, calciatore jugoslavo († 1999)
- Lahoucine Ibourka, attore e comico berbero († 1999)
- Carlos Irizarry, pittore e disegnatore portoricano
- Jia Chunwang, politico cinese
- Sabri Jiryis, attivista, scrittore e avvocato palestinese
- Wilson Kiprugut, mezzofondista e velocista keniota († 2022)
- Babera Kirata, politico gilbertese († 1991)
- Jans Koster, ex nuotatrice olandese
- William Kotzwinkle, sceneggiatore e scrittore statunitense
- Hüseyin Kozluca, ex cestista turco
- Ugo La Pietra, artista, architetto e designer italiano
- Sergio Landucci, filosofo e storico della filosofia italiano
- Lim Teck Pan, pallanuotista singaporiano
- Agapito Lozada, nuotatore filippino († 2011)
- José Luis López de Lacalle, giornalista e attivista spagnolo († 2000)
- Guido Mancini, pilota motociclistico italiano († 2024)
- Harris Mann, ingegnere, progettista e designer britannico († 2023)
- Graziella Marina, attrice italiana
- Pier Narciso Masi, pianista italiano
- Ann Matlock, ex cestista e allenatrice di pallacanestro statunitense
- Franca Mattiucci, mezzosoprano italiano
- Federico M. Mazzolani, ingegnere italiano
- Amos Meller, direttore d'orchestra e compositore israeliano († 2007)
- Mfanasibili dello Swaziland, principe e politico swazilandese († 2016)
- Samir Naqqash, scrittore, drammaturgo e traduttore iracheno († 2004)
- Radi Nedelčev, pittore bulgaro († 2007)
- Koichi Nishiyama, astronomo giapponese
- John Picton, archeologo, storico dell'arte e africanista britannico
- Odoardo Reali, architetto italiano († 2001)
- Piergiorgio Righele, direttore di coro italiano († 1997)
- Etta Rosales, attivista e politica filippina
- Eleanor Rosch, psicologa statunitense
- Giovanna Rotondi, critica d'arte italiana
- René Roy, astronomo francese
- Mario Rudelli, scultore italiano
- Gabriel Ruhumbika, scrittore e traduttore tanzaniano
- Enrico Sarsini, fotografo italiano
- Gianni Siviero, cantautore italiano
- Tony Snell, cantante, linguista e scrittore britannico
- Cynthia Solomon, informatica e pedagogista statunitense
- Helen Stewart, ex nuotatrice e pallavolista canadese
- William Summerlin, dermatologo statunitense
- Franco Tassi, biologo, entomologo e scrittore italiano
- Arthur Thomas, calciatore nordirlandese († 2007)
- Ria Tobing, nuotatrice indonesiana († 2017)
- Ali Abdussalam Treki, diplomatico e politico libico († 2015)
- Vladimir Trifunović, generale jugoslavo († 2017)
- Tsui Ping, cantante e attrice cinese
- Pierre Vaisse, storico dell'arte francese
- Lorenzo Vento, politico italiano
- Giorgio Vernizzi, ex calciatore italiano
- Giulio Vignoli, giurista italiano
- Mladen Vranković, allenatore di calcio e calciatore croato († 2021)
- Günter Wächtershäuser, chimico tedesco
- Wanani, cantante e attrice cubana
- Anna Wierzbicka, linguista polacca
- David Williams, matematico gallese
- Sophia Williams-De Bruyn, politica e sindacalista sudafricana
- Wu Guanzheng, politico cinese
- Billy Young, allenatore di calcio e calciatore irlandese († 2025)
- Yun Jong-rin, generale nordcoreano
- Joseph Zakar, ex cestista egiziano
- Francesca Zucchelli, costumista e scenografa italiana († 2022)
- Muhammad Hamza al-Zubaydi, politico iracheno († 2005)
- Nicole de Lamargé, modella e stilista francese († 1969)